# Johann Carl Cramer
Johann Carl Cramer (auch Karl Cramer geschrieben; * 24. Mai 1825 in Markt Berolzheim / Mittelfranken; † 4. August 1850 in Hamburg) war ein wandernder Tischlergeselle und Pionier der baptistischen Bewegung in Nordwestdeutschland, besonders in Ostfriesland.

## Leben
Johann Carl Cramer entstammte einer Berolzheimer Bauernfamilie. Sein Vater, der ebenfalls die Vornamen Johann Carl trug, und seine Mutter Margarethe, eine geborene Oldenberger, waren lutherischer Konfession. Nach Schule und Konfirmation erlernte Cramer das Tischlerhandwerk und ging im Anschluss auf die Walz. Um 1845 gelangte er auf seiner Wanderung nach Hamburg. Hier hatte der Vareler Kaufmann und Agent einer britischen Bibelgesellschaft Johann Gerhard Oncken elf Jahre zuvor die erste deutsche Baptistengemeinde gegründet. Ein Gemeindemitglied, dem Cramer an seinem Arbeitsplatz begegnete, lud ihn zu den Gottesdiensten der Baptisten ein. Die Predigten beeindruckten ihn und führten nach einer längeren Zeit des inneren Kampfes zu seiner Bekehrung. Am 22. Februar 1846 ließ Cramer sich von dem bereits erwähnten Oncken taufen und kehrte kurze Zeit später in seine mittelfränkische Heimat zurück. Seiner Absicht, dort unter seinen Familienangehörigen und Bekannten missionarisch zu wirken, war allerdings kein Erfolg beschieden; er „konnte nur eine Seele für den Herrn gewinnen“.
Cramer wandte sich wieder Hamburg zu und traf nach einer kurzen Zwischenstation in Magdeburg noch 1847 in der Hansestadt ein. Dass er dort und auch im benachbarten Altona keine Arbeit fand, verstand er als einen Wink Gottes. Er zog – von Oncken zum Missionsgehülfen ordiniert – nach Bremen, wo er auf den kleinen Kreis der 1845 gegründeten Baptistengemeinde traf. Gleich nach seiner Ankunft wurden dem theologisch ungebildeten Tischlergesellen der gottesdienstliche Verkündigungsdienst in Bremen und den umliegenden Gemeindestützpunkten übertragen. Sein Einsatz blieb nicht ohne Erfolg. Schon bald wurde die Leitung der jungen ostfriesischen Baptistenbewegung, die ihre Missionszentrale in Ihren hatte, auf den bayrischen Missionsgehülfen und Handwerker aufmerksam. Sie verschaffte ihm für seinen Lebensunterhalt eine Anstellung bei dem Weeneraner Tischlermeister Johann Focken Lüdemann und berief ihn zum „ersten Prediger“ der Ihrener Tochtergemeinde in Weener. Während seiner kurzen Dienstzeit wuchs die Gemeinde auf über 50 getaufte Mitglieder. Es entstanden Predigtstationen in Leer, Bunde, Möhlenwarf bei Weener, Holthusen und Jemgum. In einem Nachruf des baptistischen Missionsblattes heißt es: „Sein bairischer Dialect war den Ostfriesländern zwar fremd, aber das wusste der Herr durch Salbung Seines Geistes unschädlich zu machen.“ 1849 ließ sich auch Cramers Arbeitgeber – beeindruckt durch das Leben und die Predigt seines Gesellen – taufen. Er stellte einen Teil seines Hauses der Gemeinde als gottesdienstliche Versammlungsstätte zur Verfügung. Ende Mai 1849 begab sich Cramer auf eine längere Missionsreise, die ihn über Emden, Jever, Varel und Sehstedt nach Bremen führte und von der er im Herbst desselben Jahres nach Weener zurückkehrte.

Postskriptum eines Verhörprotokolls vom 5. April 1849

Johann Carl Cramers Missionstätigkeit im südlichen – und später auch im nördlichen – Ostfriesland stieß auf den Widerstand staatlicher und landeskirchlicher Behörden. Am 20. Februar 1849 verhaftete ihn die Königliche Landgendarmerie der Section Papenburg in Ihren und verbrachte ihn noch am selben Tag auf das Königliche Amt nach Weener. Begründet wurde die Verhaftung unter anderem damit, dass „er schon seit geraumer Zeit hier unter bestehenden Frömmlern Predigten gehalten, erwachsene Leute getauft und sich zu diesem Zwecke abwechselnd einige Tage aufgehalten haben“ soll. Beim polizeilichen Verhör in Weener bestätigte Cramer diese Vorhaltungen im Wesentlichen und berief sich dabei auf seine Bestellung zum Missionair durch die Hamburger Baptistengemeinde; „er habe zwar nicht studiert, besitze aber zum Lehramte hinreichende Kenntniß des Heiligen Wortes. Die von Christus ausgesandten Apostel hätten ebenso wenig studiert.“  Mit der Mahnung, „Religionsübungen in öffentlichen Versammlungen“ zu unterlassen, wurde Cramer aus dem Arrest entlassen. Im April desselben Jahres erhielt er eine weitere Vorladung. Auch die Pastoren der Evangelisch-reformierten Kirchengemeinde Weener intervenierten und baten um ein vorsichtiges, aber gezieltes Vorgehen gegen den bayrischen Baptistenmissionar. Zu einer Ausweisung aus dem Königreich Hannover, zu dem Ostfriesland zu jener Zeit gehörte, kam es im Februar 1850 nach einer Missionsreise Cramers in das Norderland. Sie war aufgrund einer Einladung der Norder Herrnhuter Brüdergemeine erfolgt. Der Ortsgeistliche der lutherischen Kirchengemeinde Norden war offiziell über die mit Cramer geplanten Veranstaltungen informiert worden und hatte sofort beim städtischen Magistrat zu Norden Anzeige erstattet. Daraufhin wurde Johann Carl Cramer als unerwünschter Ausländer ausgewiesen.
Nach seiner Ausweisung reiste Cramer nach Hamburg und kam dort, gezeichnet von einer schweren Krankheit, am 20. März 1850 an. Bis zu seinem Tod im August desselben Jahres wurde er von Mitgliedern der Baptistengemeinde gepflegt. Sein kurzer, aber erfolgreicher Pionierdienst wurde in zahlreichen Veröffentlichungen gewürdigt.